# Melochia villosa
Melochia villosa är en malvaväxtart som först beskrevs av Philip Miller, och fick sitt nu gällande namn av William Fawcett och Rendle. Melochia villosa ingår i släktet Melochia och familjen malvaväxter. Utöver nominatformen finns också underarten M. v. tomentosa.